# セニーゼ
セニーゼ (Senise) は、人口7,236人のイタリア共和国バジリカータ州ポテンツァ県のコムーネの一つである。

## 地理

### 位置・広がり

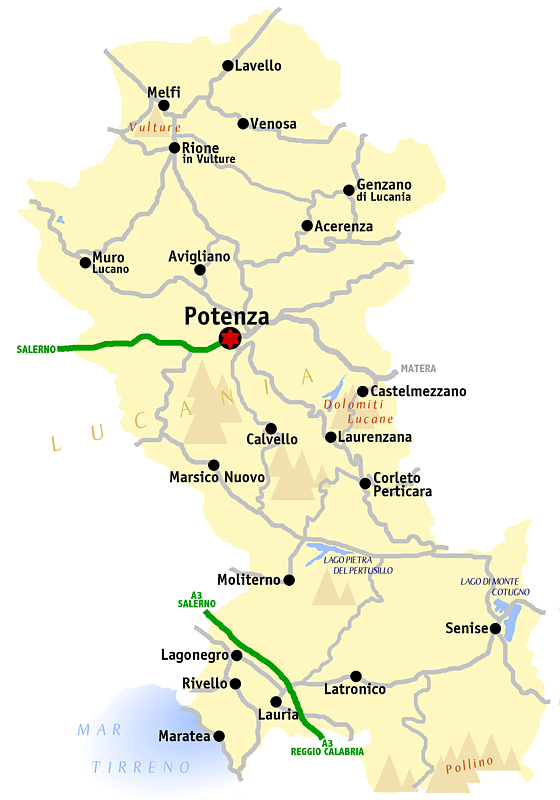
ポテンツァ県概略図

#### 隣接コムーネ
隣接するコムーネは以下の通り。括弧内のMTはマテーラ県所属を示す。
- キアロモンテ
- コロブラーロ (MT)
- ノエーポリ
- ロッカノーヴァ
- サン・ジョルジョ・ルカーノ (MT)
- サンタルカンジェロ

## 姉妹都市
- ブスト・ガロルフォ、イタリア